# Anke Behmer
Anke Behmer, född Vater 5 juni 1961 i Stavenhagen i Mecklenburg-Vorpommern, är en förutvarande östtysk idrottare som tävlade i sjukamp. Hennes främsta merit var bronsmedaljen vid de olympiska sommarspelen 1988 i Seoul.
Behmer tävlade i sjukamp direkt efter idrottsgrenens etablering under tidiga 1980-talet och blev den första östtyska mästaren i sjukamp. När sjukamp 1984 för första gången blev olympisk gren hade Behmer ingen möjlighet att tävla då Östtyskland liksom flera andra stater från Östblocket bojkottade evenemanget. 1986 gifte hon sig med idrottaren Bodo Behmer från Neubrandenburg.

## Främsta meriter
- 1982 Europamästerskapen fjärde plats (6389 poäng)
- 1983 Världsmästerskapen bronsmedalj (6532 poäng)
- 1986 Europamästerskapen guldmedalj (6717 poäng)
- 1987 Världsmästerskapen fjärde plats (6460 poäng)
- 1988 Olympiska sommarspelen bronsmedalj (6858 poäng)